# Sainjargalyn Nyam-Ochir
Sainjargalyn Nyam-Ochir (Uvs, 20 de julho de 1986) é um judoca mongol que conquistou uma medalha de bronze nas Olimpíadas de 2012 na categoria até 73 kg.